# Телемарк
Телемарк (норв. Telemark) — один із норвезьких фюльке (районів). Розташований у південно-західній частині регіону Естланн (Східна Норвегія). Адміністративний центр — місто Шієн. Межує з фюльке Гордаланн, Бускеру, Ругаланн, Еуст-Агдер і Вестфолл.
2017 року уряд вирішив скасувати деякі фюльке та об’єднати їх з іншими, щоб утворити більші, зменшивши кількість з 19 до 11, що було реалізовано 1 січня 2020 року. Так фюльке Телемарк було включено до складу нового — Вестфолл-ог-Телемарк. 
Проте з 1 січня 2024 року після рішення Стортингу від 14 червня 2022 року стало 15 фюльке. Зокрема, три з нещодавно об’єднаних — Вестфолл-ог-Телемарк, Вікен і Трумс-ог-Фіннмарк — розформували та замінили раніше об’єднаними, тож фюльке Телемарк відновлено. 

## Адміністративно-територіальний поділ
Телемарк поділяється на 18 комун:
| Номер   | Назва     | Населення | Площа км² |
| ------- | --------- | --------- | --------- |
| 1       | Шієн      | 51 668    | 722       |
| 2       | Порсгрунн | 32 623    | 161       |
| 3       | Бамбле    | 14 107    | 282       |
| 4       | Нутодден  | 12 390    | 856       |
| 5       | Краґере   | 10 620    | 289       |
| 6       | Нуме      | 6527      | 389       |
| 7       | Тінн      | 6022      | 1858      |
| 8       | Бе        | 5595      | 260       |
| 9       | Сеугерад  | 4270      | 292       |
| 10      | Дранґедал | 4159      | 998       |
| 11      | Віньє     | 3641      | 2740      |
| 12      | Сельюр    | 2966      | 672       |
| 13      | Квітесейд | 2522      | 626       |
| 14      | Сільян    | 2412      | 203       |
| 15      | Токке     | 2337      | 907       |
| 16      | Ятдал     | 1587      | 741       |
| 17      | Нісседал  | 1404      | 789       |
| 18      | Фюресдал  | 1381      | 1110      |
| Загалом | Телемарк  | 168 231   | 13 173    |